# 만제키세토

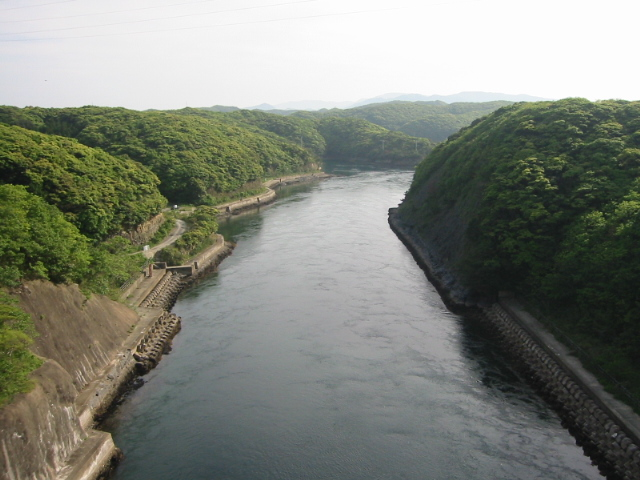
만제키세토

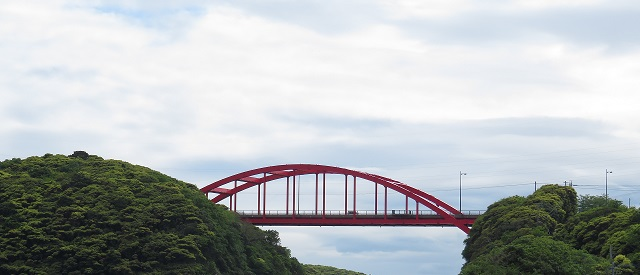
3번째의 만제키바시이다. 화면상 좌측에는 하도, 우측에는 상도

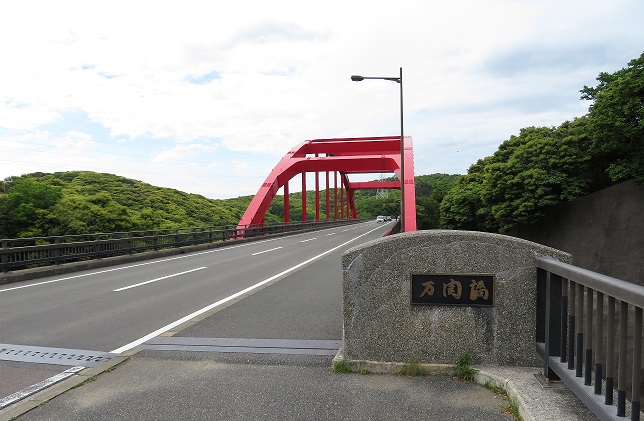
만제키바시

만제키세토(万関瀬戸)는 쓰시마섬(행정적으로는 나가사키현 쓰시마시)의 중앙부를 사이에 두고 약 500m 짜리의 운하이다. 그러나 이 섬의 서부 지역인 아소만과 동부의 미우라만을 사이에 두고 접촉하고 있다.
그러니까, 쓰시마섬의 서안과 동안을 연결시켜 주는 하나의 운하인 오후나코시세토로부터 약 2km 정도 떨어진 남쪽 지역에 자리잡고 있는 개발보전항로로 이미 지정되어 있다.
그래서 이 운하가 쓰시마섬의 상도와 하도를 서로 연결시킬 수 있는 경계선이기 때문에, 이 지역을 관통하는 국도 노선인 국도 제382호선이 이 교량을 관통시켜 주는 만제키바시(万関橋)가 놓여 있다.